# The Flaming Lips
The Flaming Lips sono un gruppo rock statunitense, formato ad Oklahoma City nel 1983 e ruotante attorno alla carismatica figura del leader Wayne Coyne, che li fondò dopo aver rubato degli strumenti musicali in una chiesa.
Il gruppo è noto per i suoi arrangiamenti psichedelici ed i testi bizzarri, oltre che per gli strani titoli di album e canzoni, come ad esempio Pilot Can at the Queer of God, Talkin' 'Bout the Smiling Deathporn Immortality Blues (Everyone Wants to Live Forever), Free Radicals (A Hallucination of the Christmas Skeleton Pleading with a Suicide Bomber) e Yeah, I Know It's a Drag... But Wastin' Pigs Is Still Radical.
Le loro esibizioni dal vivo sono decisamente particolari: vi si possono vedere infatti persone vestite con costumi da animale, palloncini, marionette, proiezioni video, una complessa configurazione delle luci del palco, mani giganti, un'alta quantità di coriandoli ed una bolla di plastica a grandezza d'uomo con la quale Wayne Coyne attraversa il pubblico. Nel 2002 la rivista Q Magazine li ha inseriti nella classifica dei "50 gruppi da vedere prima di morire" ("50 Bands to See Before You Die").
Nato come complesso alternative rock, il gruppo registrò molti album ed EP per una etichetta indipendente negli anni ottanta e nei primi anni novanta. Dopo aver firmato un contratto con la Warner Bros. Records, il pezzo She Don't Use Jelly diventò inaspettatamente una hit. Nonostante questo sia stato il loro unico successo negli Stati Uniti, il gruppo ha sempre ricevuto critiche positive e, anche se in misura minore, un buon successo commerciale, come nel caso dell'album The Soft Bulletin del 1999, che inaugurò la seconda fase della loro carriera (maggiormente orientata verso la psichedelia e il pop) e venne votato "Album dell'anno" dal NME, e con Yoshimi Battles the Pink Robots del 2002.
Il gruppo ha avuto maggior successo commerciale nel Regno Unito ed in Europa rispetto al loro paese d'origine. Nel febbraio 2007 sono stati nominati per un BRIT Award nella categoria "Best International Act". Fino al 2007 hanno ottenuto tre Grammy Award, inclusi due per "Best Rock Instrumental Performance".

## Storia

### Formazione e primi album (1983-1990)

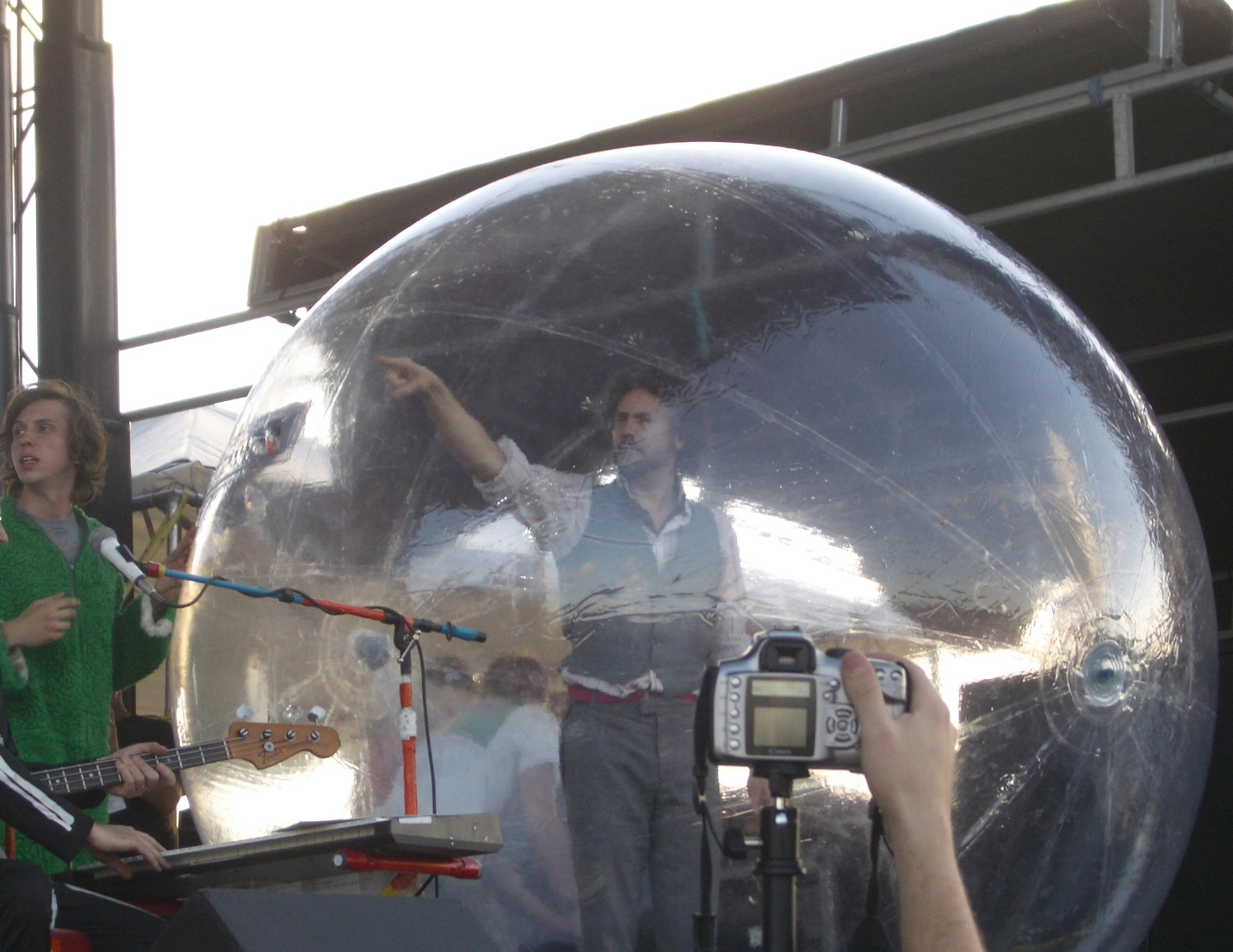
Wayne Coyne al Langerado Music Festival del 2006 all'interno della bolla di plastica che utilizza per passare in mezzo al pubblico.

Il gruppo si forma a Oklahoma City nel 1983, e la formazione è composta dai fratelli Wayne (chitarra) e Mark Coyne (voce), che non avevano avuto nessuna esperienza musicale, e Michael Ivins al basso. Stando a una prima versione, il loro nome, che significa "labbra fiammeggianti", venne scelto da Coyne dopo aver sognato di fare l'amore con Maria Maddalena nei sedili posteriori di una vecchia automobile. Durante il sogno, al contatto di lei, le sue labbra presero fuoco. Anni dopo Coyne offrì una versione diversa:
Il primo concerto viene tenuto al Blue Note Lounge di Oklahoma City. Dopo aver provato diversi batteristi, Richard English entra in formazione in pianta stabile nel 1984. L'anno successivo il gruppo pubblica il suo primo EP, nonché l'unico con Mark Coyne alla voce, The Flaming Lips, pubblicato prima in maniera indipendente tramite la propria etichetta, la Lovely Sorts of Death, in vinile verde, successivamente ristampato dalla Restless Records. Un'altra ristampa dell'EP sarà effettuata nel 1986, questa volta in mille copie di vinile rosso, dopo che la rivista Maximum RocknRoll pubblicò una buona recensione del disco.
Dopo l'abbandono del gruppo da parte di Mark Coyne nel 1985, Wayne Coyne diventa il cantante, e il gruppo viene contattato dalla Restless Records dopo una loro esibizione a Los Angeles. I Flaming Lips pubblicano il loro primo album per la Restless nel 1986, Hear It Is, con 5.000 dollari di budget. La registrazione del disco avviene nel giro di tre giorni, ed il disco viene pubblicato in vinile bianco con al suo interno un poster disegnato da Wayne Coyne. Con questa formazione il gruppo pubblica anche i due successivi album, Oh My Gawd!!! del 1987 e Telepathic Surgery del 1989.
Successivamente Nathan Roberts sostituisce English alla batteria e Jonathan Donahue (anche nei Mercury Rev) si unisce al gruppo nel 1989. Nel 1990 pubblicano In a Priest Driven Ambulance, primo disco con il produttore Dave Fridmann. Il disco venne registrato alla State University di New York a Fredonia per 5 dollari l'ora con un budget totale di 10.000 dollari. L'album segna una netta espansione del suono del gruppo, e i precedenti esperimenti con i loop su nastro ed altri effetti aumentano.
Sempre nel 1990 il gruppo attira l'attenzione della Warner Bros. Records, con la quale firma un contratto subito dopo che un incaricato della casa discografica aveva visto un'esibizione del gruppo nella quale il locale (American Legion Hall a Norman, Oklahoma) fu quasi bruciato a causa dell'uso di fuochi pirotecnici.

### Passaggio alla Warner Bros. (1991-1998)

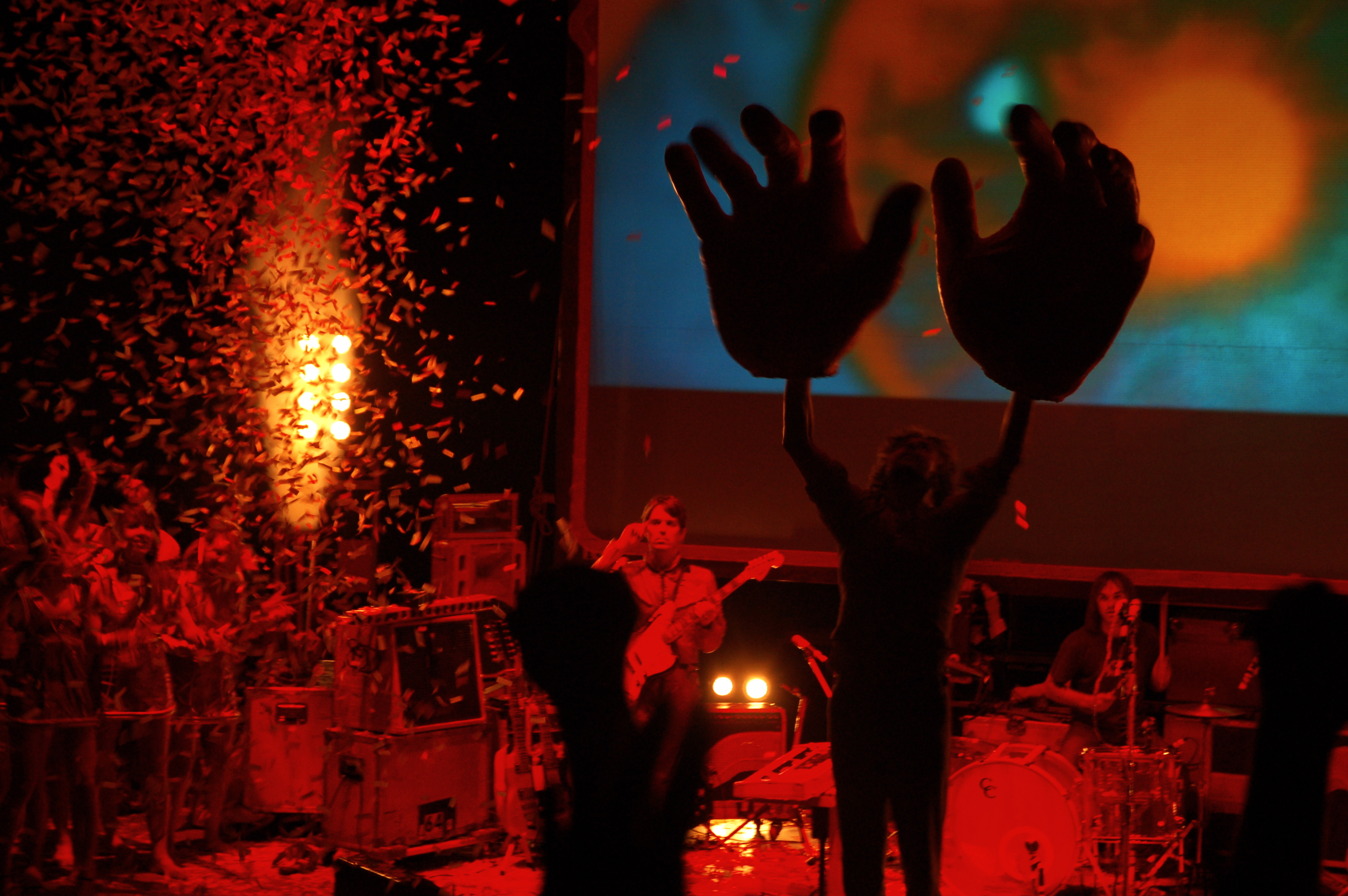
I Flaming Lips dal vivo a Red Rocks nel 2006. In evidenza Wayne Coyne con un paio di grandi mani.

Nel 1992 il gruppo pubblica il suo primo album per la Warner Bros., Hit to Death in the Future Head. Dopo la registrazione del disco Jonathan Donahue lascia il gruppo per continuare il lavoro con i Mercury Rev. Anche Nathan Roberts lascia il gruppo per differenze creative. I due verranno sostituiti rispettivamente da Ronald Jones e Steven Drodz. Nel 1993 viene pubblicato Transmissions from the Satellite Heart. Questo sarà l'unico album in studio dal periodo di In a Priest Driven Ambulance nella quale Dave Fridmann non sarà presente in qualità di produttore. Grazie al successo dell'album e del singolo She Don't Use Jelly, il gruppo sarà inserito all'interno di due popolari serie televisive statunitensi: Beverly Hills 90210 e Beavis and Butt-head, oltre ad iniziare una lunga serie di tour, facendo da apertura a diversi gruppi, tra i quali i Red Hot Chili Peppers ed i Candlebox.
Clouds Taste Metallic viene pubblicato verso la fine del 1995, ma non raggiunge il successo commerciale del precedente album. Gli sforzi profusi per il tour di promozione del disco, aggiunti allo stress dei tre anni di tour in supporto a Transmissions from the Satellite Heart, saranno i fattori che porteranno Ronald Jones a lasciare il gruppo sul finire del 1996. Jones soffriva inoltre di una grave forma di agorafobia (paura di stare in ambienti non familiari), anche se nel documentario Fearless Freaks si afferma che lasciò il gruppo a causa della crescente paranoia dovuta all'uso di droga di Steven Drodz.
L'abbandono di Jones ed una generale insoddisfazione verso la musica rock "standard" porta i tre componenti rimanenti a ridefinire la direzione da dare al gruppo. Nel 1997 viene pubblicato lo sperimentale Zaireeka, un disco in formato 4 CD, registrato per essere ascoltato contemporaneamente attraverso quattro lettori CD diversi. La musica del disco contiene sia elementi della musica tradizionale, sia suoni "trovati" (come nella musica concreta), spesso notevolmente modificati attraverso effetti in studio di registrazione. Oltre al disco, come sviluppo del progetto il gruppo condusse una serie di esperimenti, chiamati "parking lot experiments" e "boombox experiments". La prima serie di esperimenti consisteva nel consegnare a quaranta volontari delle cassette create dal gruppo, da ascoltare contemporaneamente nelle radio delle macchine all'interno di un parcheggio. Nella seconda serie di esperimenti, sempre quaranta volontari vennero dotati di "boombox" (dei radioregistratori portatili, noti anche col nome di ghetto blaster) modificati, diretti da Wayne Coyne in maniera da variare il volume, la velocità od il tono della cassetta che stavano suonando in quel momento, cassetta sempre composta dai Flaming Lips.
Nel frattempo una serie di strani incidenti (riassunti nel pezzo del 1999 The Spiderbite Song) colpì il gruppo. Un braccio di Steven Drodz venne quasi amputato senza che ce ne fosse bisogno. Drodz disse di essere stato morso da un serpente (negando di avere un ascesso causato dal suo uso di eroina). Michael Ivins rimase intrappolato nella sua macchina per diverse ore dopo che il suo parabrezza venne distrutto dalla ruota persa da un'altra macchina. Il padre di Wayne Coyne morì dopo una lunga battaglia contro il cancro.

### Successo commerciale (1999-2002)

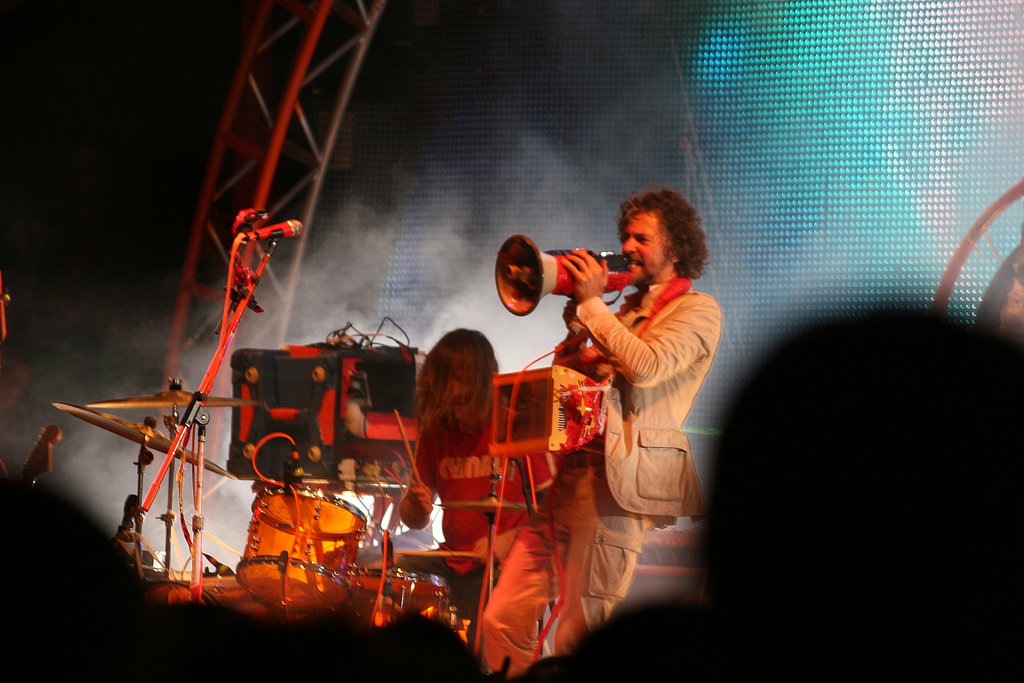
I Flaming Lips dal vivo al Southern Comfort Music Experience, Alliant Energy Center, Madison, Wisconsin, 8 settembre 2007.

Benché gli esperimenti fatti abbiano avuto un riscontro positivo su diverse riviste musicali, il successo arrivò con The Soft Bulletin del 1999. Il disco mischiava melodie orecchiabili con chitarre languide, oltre a campionamenti, piatti assordanti, testi strani e filosofici. L'album diventò quasi subito uno dei successi underground dell'anno, considerato successivamente come uno dei migliori dischi del decennio, e inserito in diverse liste di riviste musicali come "Album dell'anno", come su NME, sia nella classifica stilata dai redattori che in quella dei lettori.
Paragonato da molti a Pet Sounds dei Beach Boys per le armonie ed i suoni orchestrali, in The Soft Bulletin il gruppo fece un uso massiccio di sintetizzatori, batterie elettroniche, effetti sonori ed altre manipolazioni effettuate in studio. Dopo la pubblicazione del disco, Wayne Coyne affermò che "se qualcuno mi chiedesse quale strumento ho suonato, risponderei: lo studio di registrazione". Dopo aver valutato che l'esecuzione del disco dal vivo solamente con l'aggiunta di qualche strumentista fosse un'impresa proibitiva e dispendiosa, il gruppo decise di andare in tour in formazione a tre, utilizzando molto materiale pre-registrato per coprire le parti che non potevano essere eseguite dal vivo dagli stessi componenti. Questa situazione portò alla decisione di utilizzare Steven Drodz (che oltre ad essere batterista era anche multi-strumentista) principalmente come tastierista e chitarrista. Di conseguenza il gruppo decise di utilizzare registrazioni video e proiezioni di Drodz che suonava la batteria durante l'esecuzione di alcuni dei pezzi meno recenti del gruppo.
Un'ulteriore tentativo di migliorare l'esperienza dal vivo per il pubblico, nonché per riprodurre il suono di The Soft Bulletin più accuratamente, fu quello con cui il gruppo introdusse il concetto dell'"Headphone Concert" (concerto in cuffia). Durante i concerti veniva utilizzata una trasmittente FM di bassa potenza, ed il concerto veniva inviato simultaneamente a dei piccoli ricevitori con cuffia simili al Walkman, disponibili liberamente per il pubblico. Questo metodo avrebbe portato il pubblico, in teoria, ad avere una maggiore chiarezza del suono, avendo allo stesso tempo la percezione della potenza di un sistema di casse amplificato. Questo sistema venne utilizzato per la prima volta a Dallas in Texas ed all'esibizione al South by Southwest di Austin del marzo 1999, e successivamente durante l'International Music Against Brain Degeneration Revue tour.
Tre anni dopo, nell'estate del 2002, i Flaming Lips insieme ai Cake ed ai Modest Mouse partirono per l'Unlimited Sunshine Tour. Lo stesso anno venne pubblicato l'album Yoshimi Battles the Pink Robots, disco che riscosse un buon successo di critica e di vendite. In Yoshimi Battles the Pink Robots il gruppo fece un maggiore utilizzo di strumenti elettronici e di manipolazioni al computer rispetto al precedente The Soft Bulletin. L'album è considerato il primo successo sia di critica che commerciale dopo circa venti anni di carriera del gruppo. Il pezzo finale dell'album, Approaching Pavonis Mons by Balloon (Utopia Planitia), vinse un Grammy Award nel 2002 nella categoria "Best Rock Instrumental Performance", e l'album venne certificato disco d'oro il 10 aprile 2006. Nel marzo 2007 il gruppo ha annunciato di avere intrapreso una collaborazione con lo sceneggiatore Aaron Sorkin per produrre un musical di Broadway basato su Yoshimi Battles the Pink Robots. Sia The Soft Bulletin che Yoshimi Battles the Pink Robots sono stati pubblicati in formato DVD audio.

### At War with the Mystics(2003-2006)

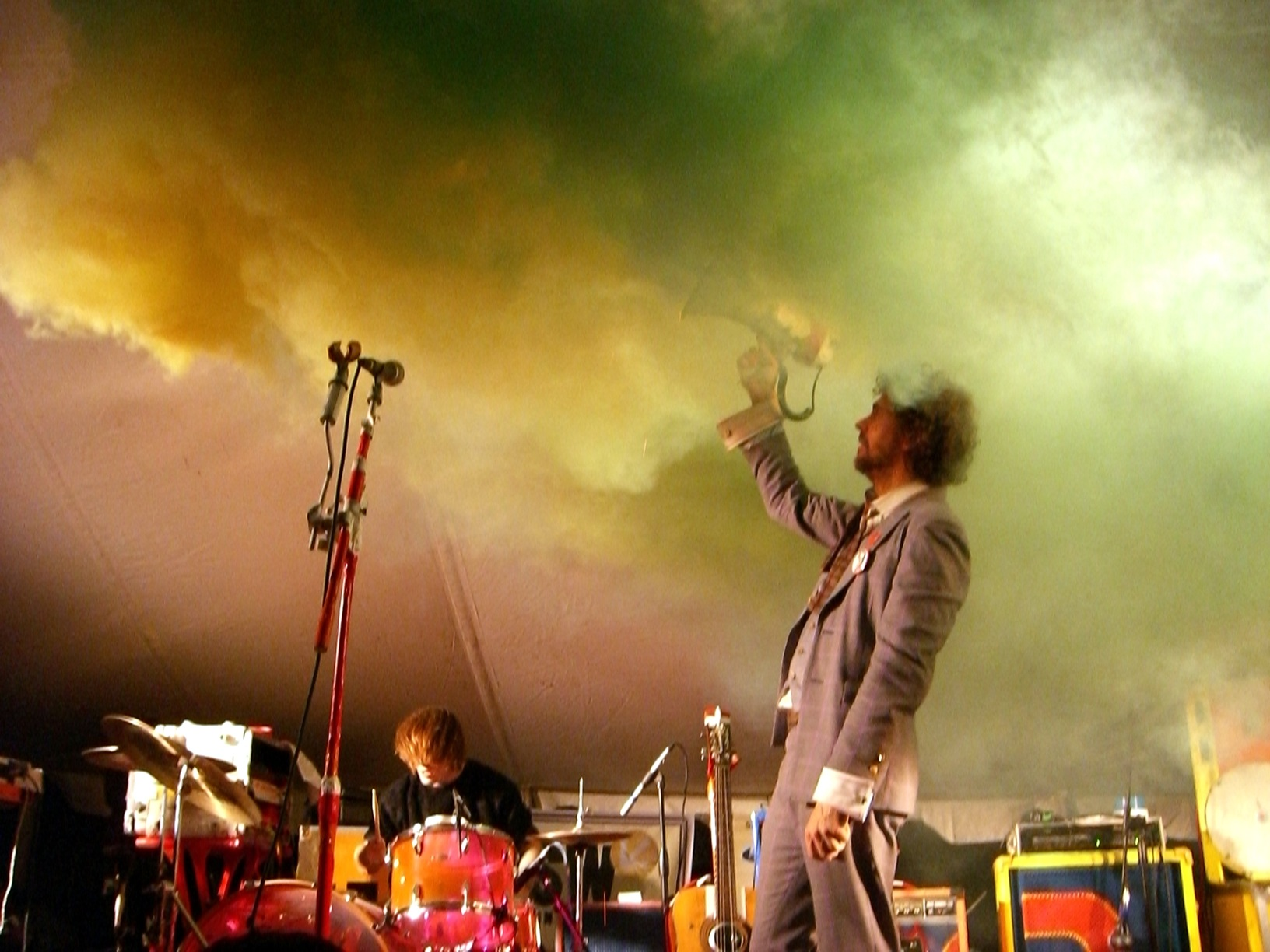
I Flaming Lips dal vivo allo Zoo Amphitheater di Oklahoma City, Oklahoma, 15 settembre 2006.

Subito dopo Yoshimi Battles the Pink Robots, The Soft Bulletin raggiunse il traguardo delle 300.000 copie vendute negli Stati Uniti, e venne certificato disco d'oro nel maggio 2007. Nel 2003 il gruppo pubblicò due EP, Fight Test ed Ego Tripping at the Gates of Hell, musicalmente sulla falsariga dei due precedenti album e contenenti alcuni remix di pezzi di Yoshimi Battles the Pink Robots. Collaborarono inoltre nel pezzo Marching the Hate Machines (Into the Sun) nell'album del duo statunitense Thievery Corporation dal titolo The Cosmic Game. Il gruppo ha inoltre lavorato per diversi anni alla realizzazione di un film dal titolo Christmas on Mars, le cui riprese sono terminate nel settembre 2005 e che sarà pubblicato nel marzo 2008.
Nel 2002 il gruppo fece da spalla al cantante Beck durante il suo Sea Change tour. Nell'estate del 2004 vennero inseriti come gruppo principale del Lollapalooza, insieme a Sonic Youth e Morrissey. Il festival quell'anno venne però annullato a causa delle prevendite basse. In seguito all'annullamento del Lollapalooza, il gruppo entrò negli studi di registrazione Tarbox Road Studio con il produttore Dave Fridmann per iniziare il lavoro sull'undicesimo album in studio, At War with the Mystics. Il disco, con un suono più "chitarristico" e realizzato con maggiori sforzi rispetto ai precedenti album, presenta dei testi più politici sempre paragonato ai precedenti dischi del gruppo. At War with the Mystics venne pubblicato nell'aprile del 2006 e ricevette critiche perlopiù positive. Sempre nel 2004 i Flaming Lips registrarono il pezzo SpongeBob and Patrick Confront the Psychic Wall of Energy per la colonna sonora di Spongebob - Il film.
Nel 2005 il gruppo fu il soggetto di un documentario dal titolo Fearless Freaks, che ospita altri artisti come The White Stripes, Beck, Christina Ricci, Liz Phair, Juliette Lewis, Steve Burns, Starlight Mints e Adam Goldberg. Nello stesso anno il gruppo registra una versione di Bohemian Rhapsody dei Queen inserita nella raccolta Killer Queen: A Tribute to Queen, oltre a pubblicare il DVD VOID (Video Overview in Deceleration), che raccoglie i video musicali realizzati dal 1991 in poi, anno in cui il gruppo firmò il contratto con la Warner Bros. Records. In ottobre il gruppo registra una cover di If I Only Had a Brain per la colonna sonora del videogioco Stubbs the Zombie in "Rebel Without a Pulse", che comprende altri gruppi rock contemporanei che eseguono cover di pezzi degli anni cinquanta e sessanta. Viene registrato inoltre un nuovo pezzo, Mr. Ambulance Driver, per la colonna sonora del film del 2005 2 single a nozze - Wedding Crashers.
Da At War with the Mystics vengono pubblicati due singoli: The W.A.N.D., utilizzata per una pubblicità della Dell, originariamente pubblicata come singolo disponibile solo via web nei primi mesi del 2006. Il secondo singolo, The Yeah Yeah Yeah Song, divenne il singolo del gruppo che raggiunse la migliore posizione nelle classifiche inglesi, arrivando alla posizione 16. Sempre nel 2006 venne pubblicato nel Regno Unito It Overtakes Me, un EP con quattro pezzi. L'unico pezzo strumentale di At War with the Mystics, The Wizard Turns On... The Giant Silver Flashlight and Puts on His Werewolf Moccasins, vinse un Grammy Award nella categoria "Best Rock Instrumental Performance", mentre l'album vinse il premio nella categoria "Best Engineered Album, Non-Classical".
Dopo la pubblicazione di At War with the Mystics, il gruppo iniziò un tour in supporto all'album nel Regno Unito, inclusa una data finale alla Royal Albert Hall di Londra, oltre ad esibirsi in diverse date dello 02 Wireless Festival. Nella data di Leeds, i Flaming Lips fecero da apertura agli Who. Il tour continuò fino all'autunno, dopo aver toccato diverse località, locali e festival, tra i quali Montréal, il Virgin Festival alle Toronto Island, l'Atlantic City's House of Blues, The University of Vermont di Burlington, la loro città di provenienza Oklahoma City, Austin in Texas, e New York City, oltre a diverse altre città. L'esibizione di Oklahoma City venne eseguita allo Zoo Amphitheater, dalla quale verrà poi preso il materiale per il DVD UFO's at the Zoo: The Legendary Concert in Oklahoma City.
Il 5 dicembre 2006 Oklahoma City intitola un vicolo della città al gruppo. Al gruppo venne offerto di avere una via invece di un vicolo, ma l'offerta venne declinata.

### Attività recente (2007-presente)
Il gruppo si è esibito nel 2007 al Bonnaroo Music Festival a Manchester nel Tennessee. In una delle ultime esibizioni, il gruppo ha eseguito una versione di War Pigs dei Black Sabbath un'ora e mezza prima dell'inizio del concerto vero e proprio, informando il pubblico che stavano eseguendo un test dei suoni. Il 7 agosto 2007 viene pubblicato il DVD UFO's at the Zoo: The Legendary Concert in Oklahoma City, DVD che contiene alcuni extra come l'intero concerto in formato MP3, un programma per creare il remix del pezzo The Yeah Yeah Yeah Song, sfondi del desktop e suonerie per cellulare.
Il 16 novembre 2007 si sono esibiti all'Oklahoma Centennial al Ford Center di Oklahoma City, insieme ad altri artisti famosi per celebrare il centenario della fondazione della città.
Il singolo The W.A.N.D è stato utilizzato per una pubblicità della Dell mandata in onda tra l'estate e l'autunno del 2007, mentre Do You Realize?? venne utilizzata per una pubblicità della Mitsubishi e della Range Rover. Oltre a questo, il gruppo ha scritto dei nuovi pezzi inseriti in diverse colonne sonore di film del 2007: The Supreme Being Teaches Spider-Man How to be in Love per Spider-Man 3, I Was Zapped by the Super Lucky Rainbow per Charlie viene prima di tuo marito, e Love the World You Find per Mr. Magorium e la bottega delle meraviglie.
Iniziato nel 2001, il progetto relativo al film Christmas on Mars viene ultimato nel 2005, mentre il film viene proiettato nel 2008. Il film, scritto da Wayne Coyne, è co-diretto dallo stesso Coyne con Bradley Beesley e George Salisbury.
Nell'autunno del 2009 è stato pubblicato il loro album Embryonic, doppio disco per un totale di diciotto canzoni che segna un ritorno al rock psichedelico di Zaireeka, oltre che una revisitazione del capolavoro dei Pink Floyd The Dark Side of the Moon, in chiave per lo più elettronica.
Nel gennaio 2011 il gruppo annuncia l'intenzione di voler pubblicare un singolo per ogni mese dell'anno. Il primo, a febbraio, è Two Blobs Fucking. A marzo esce l'EP The Flaming Lips with Neon Indian con i Neon Indian; in aprile Gummy Song Skull; in maggio The Flaming Lips with Prefuse 73 con i Prefuse 73; in giugno The Soft Bulletin (registrazione live del 1999) e Gunny Song Fetus; in luglio un EP collaborativo con i Lightning Bolt; in agosto (e poi anche in settembre con un nuovo packaging) una registrazione di sei ore intitolata I Found a Star on the Ground a cui partecipa Sean Lennon; in ottobre una registrazione di 24 ore dal titolo 7 Skies H3 prodotta con Dave Fridmann. Infine pubblicano un EP 12" realizzato con Yōko Ono e la sua Plastic Ono Band.
La prima pubblicazione per la Warner Bros. Records è rappresentata dall'album The Flaming Lips and Heady Fwends, pubblicato nell'aprile 2012. Al disco collaborano tra gli altri Kesha, Nick Cave e Erykah Badu.
Il gruppo entra nel Guinness World Record per aver tenuto 8 concerti in 24 ore, realizzati tra il 27 ed il 28 giugno 2012 in quattro diverse città.
Nel novembre 2012 il gruppo pubblica una reinterpretazione collaborativa con i Stardeath and White Dwarfs ed altri musicisti dell'album In the Court of the Crimson King dei King Crimson.
Nell'aprile 2013 viene pubblicato l'album The Terror. Il brano Sun Blows Up Today anticipa il disco e viene accompagnato da un videoclip realizzato con George Salisbury. La band presenta i nuovi brani al SXSW nel mese di marzo.
Nel novembre 2013 il gruppo produce e cura The Time Has Come to Shott You Down... What a Sound, rivisitazione dell'album di debutto degli Stone Roses.
Nel 2015 eseguono le basi per l'album Miley Cyrus & Her Dead Petz di Miley Cyrus.

## Stile musicale
Esponenti di punta del rock psichedelico contemporaneo, i Flaming Lips sono fautori di uno stile ironico e demenziale che adotta le melodie del folk e cita il post punk. Alcuni, tra cui Piero Scaruffi, considerano la loro musica il corrispettivo sonoro dei cartoni animati: «forme grossolane per quanto riconoscibili, un paesaggio di stereotipi, un registro parodistico, una narrazione che procede per semplificazioni fino all'implausibile.»
Se i primi album strizzano l'occhio a un garage psichedelico abrasivo, quelli degli anni novanta sono meno eccentrici e più lineari, e segnano un avvicinamento al college rock. Successivamente, durante la fine del decennio, sono approdati al pop barocco. In anni più recenti si sono votati a quello che è stato definito un pop psichedelico "totale". La band si è anche concessa a numerosi esperimenti sonori, tra cui tracce per nastri riprodotti al contrario (Ode To C.C.), inusuali momenti space rock (The Ceiling Is Bendin), collage sonori (March Of The Rotten Vegetables) e sonate per pianoforte (UFO Story).
Gli artisti a cui si ispirano comprendono i Pink Floyd, i Led Zeppelin, gli Stooges, i Jesus and Mary Chain, i Beach Boys, i Black Flag, i Dead Kennedys, Miles Davis e i Butthole Surfers. I Flaming Lips vengono anche considerati artisti di varie sfumature di pop e rock alternativo, tra cui il rock sperimentale, lo space rock il noise pop/rock e il dream pop.

## Formazione

### Principale
- Wayne Coyne - voce, chitarra, pianoforte, tastiere, theremin, tromba, percussioni (1983–presente)
- Steven Drozd - chitarra, tastiere, pianoforte, basso, batteria, cori, voce (1991–oggi), principalmente batteria (1991-2002)
- Derek Brown – chitarra, tastiere, pianoforte, percussioni, cori (2009–oggi)
- Matt Duckworth – batteria, percussioni, tastiere, pianoforte, cori (2014–oggi)
- Tommy McKenzie - basso (2022-oggi)

Turnisti
- AJ Slaughter - chitarra, cori (2025-oggi)

### Ex componenti
- Mark Coyne - voce (1983-1985)
- Dave Kostka - batteria (1983-1984)
- Michael Ivins - basso, tastiere, pianoforte, cori (1983-2022)
- Richard English - batteria, coro, pianoforte, tastiere (1984-1989)
- Jonathan Donahue - chitarra, voce (1988-1991)
- Nathan Roberts - batteria (1989-1991)
- Ronald Jones - chitarra, cori (1991-1996)
- Kliph Scurlock – batteria, percussioni (2002–2014)
- Jake Ingalls – tastiere, pianoforte, chitarra (2013–2021)
- Nicholas Ley – percussioni, batteria, sampler (2014–2023)

Ex turnisti
- John Mooneyham - chitarra, cori (1991)
- Ray Suen - percussioni, violino, arpa, tastiere, pianoforte (2009-2012)
- Micah Nelson - basso, tastiere, cori (2021)

## Premi
- 2003 - Grammy Award - "Best Rock Instrumental Performance"
- 2007 - Grammy Award - "Best Rock Instrumental Performance"
- 2007 - Grammy Award - " Best Engineered Album, Non-Classical"

## Discografia

### Album in studio
- 1986 - Hear It Is
- 1987 - Oh My Gawd!!!
- 1989 - Telepathic Surgery
- 1990 - In a Priest Driven Ambulance (With Silver Sunshine Stares)
- 1992 - Hit to Death in the Future Head
- 1993 - Transmissions from the Satellite Heart
- 1995 - Clouds Taste Metallic
- 1997 - Zaireeka
- 1999 - The Soft Bulletin
- 2002 - Yoshimi Battles the Pink Robots
- 2006 - At War with the Mystics
- 2009 - Embryonic
- 2012 - The Flaming Lips and Heady Fwends
- 2013 - The Terror
- 2017 - Oczy Mlody
- 2019 - King's Mouth
- 2020 - American Head

### Raccolte
- 1998 - A Collection of Songs Representing an Enthusiasm for Recording...By Amateurs
- 2002 - Finally the Punk Rockers Are Taking Acid
- 2002 - The Day They Shot a Hole in the Jesus Egg
- 2002 - Shambolic Birth and Early Life Of
- 2005 - Late Night Tales: Flaming Lips
- 2006 - 20 Years of Weird: Flaming Lips 1986-2006
- 2007 - iTunes Originals - The Flaming Lips
- 2011 - Heady Nuggs: The Firts Warner Bros. Records 1992-2002

### Album tributo
- 2009 - The Flaming Lips and Stardeath and White Dwarfs with Henry Rollins and Peaches Doing The Dark Side of the Moon
- 2014 - With a Little Help from My Fwends

### Colonne sonore
- 2008 - Once Beyond Hopelessness

### EP
- 1984 - The Flaming Lips
- 1990 - Unconsciously Screamin'
- 1991 - Yeah, I Know It's a Drag... But Wastin Pigs Is Still Radical
- 1994 - Due to High Expectations... The Flaming Lips are Providing Needles for Your Balloons..
- 2001 - The Southern Oklahoma Cosmic Trigger Contest
- 2003 - Fight Test
- 2003 - Ego Tripping at the Gates of Hell
- 2006 - It Overtakes Me
- 2011 - The Flaming Lips 2011#2: The Flaming Lips with Neon Indian
- 2011 - The Flaming Lips 2011#3: Gummy Song Skull
- 2011 - The Flaming Lips 2011#4: The Flaming Lips with Prefuse 73
- 2011 - The Flaming Lips 2011#5: Gummy Song Fetus
- 2011 - The Flaming Lips 2011#6: The Flaming Lips with Lightning Bolt
- 2011 - The Flaming Lips 2011#7: Strobo Trip
- 2011 - The Flaming Lips 2011#8: 24 Hour Song Skull
- 2011 - The Flaming Lips 2011 #11: The Flaming Lips with Yoko Ono/Plastic Ono Band
- 2013 - Peace Sword

### Singoli
- 1988 - Drug Machine
- 1993 - She Don't Use Jelly
- 1995 - Turn It On
- 1995 - Bad Days
- 1996 - This Here Giraffe
- 1996 - Brainville
- 1999 - Race for the Prize
- 1999 - Waitin' for a Superman
- 2002 - Do You Realize??
- 2003 - Yoshimi Battles The Pink Robots, Pt. 1
- 2003 - The Golden Path (con The Chemical Brothers)
- 2006 - The W.A.N.D. (The Will Always Negates Defeat)
- 2006 - The Yeah Yeah Yeah Song (With All Your Power)
- 2007 - Love the World You Find

## Videografia
- 2005 - Fearless Freaks (documentario)
- 2005 - VOID (DVD)
- 2007 - UFO's at the Zoo: The Legendary Concert in Oklahoma City (DVD live)
- 2008 - Christmas on Mars (film)